# Norra Mellby socken
Norra Mellby socken i Skåne ingick i Västra Göinge härad, ingår sedan 1974 i Hässleholms kommun och motsvarar från 2016 Norra Mellby distrikt.
Socknens areal är 72,57 kvadratkilometer varav 72,48 land. År 2000 fanns här 2 440 invånare. Vannaröds slott, godset Maglö, tätorten Sösdala samt kyrkbyn Norra Mellby med sockenkyrkan Norra Mellby kyrka och Norra Mellby prästgård ligger i socknen.

## Administrativ historik
Socknen har medeltida ursprung. Före den 1 januari 1886 (ändring enligt beslut den 17 april 1885) var namnet Mellby socken. En del av socknen, Hyllinge, tillhörde före 1889 Luggude härad i Malmöhus län och överfördes då till samma härad och län som övriga socknen. 
Vid kommunreformen 1862 övergick socknens ansvar för de kyrkliga frågorna till Mellby församling och för de borgerliga frågorna bildades Mellby landskommun. Landskommunen uppgick 1952 i Sösdala landskommun som uppgick 1974 i Hässleholms kommun. Församlingen uppgick 2012 i Sösdala församling.
1 januari 2016 inrättades distriktet Norra Mellby, med samma omfattning som församlingen hade 1999/2000.
Socknen har tillhört län, fögderier, tingslag och domsagor enligt vad som beskrivs i artikeln Västra Göinge härad. De indelta soldaterna tillhörde Norra skånska infanteriregementet, Västra Göinge kompani och Skånska husarregementet, Sandby skvadron, Sandby kompani.

## Geografi
Norra Mellby socken ligger söder om Hässleholm med Nävlingeåsen i nordost. Socknen är en skogs- och odlingsbygd med en kuperad skogsbygd i nordost med höjder som når 150 meter över havet.

## Fornlämningar
Från bronsåldern finns gravrösen och skålgropsförekomster. Från järnåldern finns gravfältet Vätteryds gravfält samt ytterligare tre gravfält med domarringar och resta stenar.

## Namnet
Namnet skrevs 1426 Myäthilby och kommer från kyrkbyn. Efterleden är by, 'gård; by'. Förleden är miäthal, 'i mitten befintlig' och avser belägenheten mellan Sösdala och Sandåkra..